# Tupolev Tu-85
Il Tupolev Tu-85 (in cirillico Туполев Ту-85, nome in codice NATO Barge - chiatta), fu l'ultima fase dello sviluppo del progetto che aveva dato vita al Tupolev Tu-4, primo bombardiere strategico postbellico dell'URSS. Prodotto in due soli esemplari, rimase allo stadio di prototipo.

## Storia

### Sviluppo
Il progetto del Tupolev Tu-85 nacque in seguito ad una delibera del Consiglio dei Ministri risalente al settembre del 1949, con la quale si intendeva dotare l'Unione Sovietica di un vero e proprio bombardiere intercontinentale, stante la carenza di autonomia del Tupolev Tu-4 che, sebbene fosse all'epoca in servizio operativo con la V-VS, non era in grado di raggiungere il territorio statunitense e fare ritorno alle basi di partenza.
Il lavoro dei progettisti dell'OKB 156, guidati da Dmitri Markov, prese le mosse a partire dal precedente Tupolev Tu-80 che avrebbe volato per la prima volta proprio nel dicembre del 1949, ma che veniva contestualmente abbandonato, proprio in favore del Tu-85.
A grandi linee il Tu-85 era una versione ingrandita del precedente prototipo, con sensibili diversità nel disegno e nelle dimensioni dell'ala, alla realizzazione della quale avevano contribuito i tecnici dello TsAGI. Un'altra differenza sostanziale era costituita dai propulsori per i quali si fece ricorso ai nuovi radiali Dobrynin VD-4K che impiegavano la tecnologia di recupero dell'energia residua (sotto forma di calore) dai gas di scarico, tramite l'impiego una turbina (sistema definito tecnicamente con il termine turbo-compound). Il nuovo velivolo venne realizzato nell'impianto n°156 in poco più di 12 mesi ed il 9 gennaio del 1951 venne portato in volo per la prima volta dal pilota collaudatore Aleksei Pereliot dalla base aerea di Ramenskoe.

### Descrizione tecnica
Il Tupolev Tu-85 manteneva l'ala media e la fusoliera di sezione circolare del capostipite Tu-4; in quanto a dimensioni però le differenze erano sostanziali: per apertura alare, lunghezza ed altezza del velivolo l'incremento era pari a circa il 30%.
La motorizzazione originariamente prevista nel nuovo velivolo prevedeva l'impiego di motori radiali Shvetsov Ash-2K (unità a 28 cilindri disposti su quattro stelle, raffreddata ad aria, sovralimentati mediante compressore volumetrico). La realizzazione di questo motore venne tuttavia abbandonata e per il Tu-85 vennero adottati quattro radiali Dobrynin VD-4K, raffreddati a liquido che sviluppavano una potenza di 4 350 CV; in questo caso si trattava di un motore a 24 cilindri (caratterizzato da 6 bancate da 4 cilindri ciascuna, disposti in linea) sovralimentato mediante turbocompressore disposto a monte delle valvole d'aspirazione e dotato di sistema turbo-compound a valle delle valvole di scarico.
Le dimensioni del Tu-85 resero disponibili volumi adeguati all'installazione di serbatoi di carburante sufficienti a garantire al velivolo la capacità di operare in ambito "intercontinentale", raggiungendo i 12 000 km considerati necessari per consentire il volo di ritorno alla base dopo la prevista missione di bombardamento.
L'armamento previsto prevedeva un carico massimo di 15 000 kg di bombe (ridotto sensibilmente per le missioni intercontinentali) mentre per la difesa il progetto prevedeva che fosse invariato rispetto al Tu-4: 10 cannoni Nudelman-Suranov NS-23 calibro 23 mm in 5 diverse postazioni binate, comandate a distanza.

### Impiego operativo
Nel marzo del 1951 venne approvato un piano di produzione che prevedeva la sostituzione delle linee di montaggio del Tu-4 con quelle del Tu-85. Nel frattempo venne completato anche il secondo prototipo, che incorporava migliorie alla cellula ed alle strumentazioni di bordo; venne portato in volo per la prima volta il 28 giugno dello stesso anno.
Sempre nel 1951, in questo caso il 12 settembre, il primo esemplare di Tu-85 portò a termine una prova significativa: trasportando un carico di 5 000 kg di bombe, completò un volo della lunghezza di 9 020 km ed atterrando con una quantità di carburante residua sufficiente a coprire, complessivamente, la distanza di 12 000 km raggiungendo, di fatto, l'obbiettivo per il quale era stato realizzato.
Lo stesso Andrej Nikolaevič Tupolev tuttavia aveva compreso il potenziale dei nuovi motori turboelica e già nel mese di febbraio (poco tempo dopo il primo volo del Tu-85) aveva proposto una soluzione che, in meno di due anni, avrebbe condotto a realizzare il Tupolev Tu-95. Nonostante la prosecuzione dei voli di prova, che si protrassero fino al mese di novembre, il programma per la costruzione in serie del Tu-85 venne definitivamente abbandonato.